# Lời hồi đáp 1994
Hồi đáp 1994 là bộ phim truyền hình thuộc thể loại lãng mạn của Hàn Quốc trình chiếu trên kênh cáp tvN vào cuối năm 2013.
Sau thành công của Reply 1997 vào năm 2012, đội ngũ sản xuất tiếp tục thực hiện Hồi đáp 1994 với mô-típ tương tự cùng cốt truyện mới có sự tham gia của dàn diễn viên Go Ara, Jung Woo, Yoo Yeon-Seok..

## Cốt truyện
Câu chuyện nói về những người bạn thân đang tham gia bữa tiệc tân gia của một cặp đôi trong số họ, vừa xem lại cuốn băng ghi lại đám cưới của chủ nhà, vừa bàn tán và nhớ về cuộc sống của họ khi còn ở tuổi 20: Năm 1994, sáu chàng trai, cô gái đến từ các tỉnh thành khác nhau của Hàn Quốc lần đầu tới Seoul để bắt đầu cuộc sống sinh viên.

### Tỉ suất xem
| Tập | Ngày phát sóng | Tỉ suất xem từ AGB Nielsen | Tỉ suất xem từ AGB Nielsen |
| Tập | Ngày phát sóng | Tỉ suất trung bình         | Tỉ suất cao nhất           |
| --- | -------------- | -------------------------- | -------------------------- |
| 1   | 18/10/2013     | 2.6%                       | 3.8%                       |
| 2   | 19/10/2013     | 2.3%                       | 3.2%                       |
| 3   | 25/10/2013     | 3.0%                       | 3.8%                       |
| 4   | 26/10/2013     | 4.2%                       | 5.6%                       |
| 5   | 1/11/2013      | 4.7%                       | 5.8%                       |
| 6   | 2/11/2013      | 5.8%                       | 6.9%                       |
| 7   | 8/11/2013      | 6.2%                       | 7.3%                       |
| 8   | 9/11/2013      | 7.1%                       | 8.6%                       |
| 9   | 15/11/2013     | 8.1%                       | 9.8%                       |
| 10  | 16/11/2013     | 8.8%                       | 10.0%                      |
| 11  | 23/11/2013     | 9.3%                       | 10.6%                      |
| 12  | 29/11/2013     | 9.2%                       | 11.8%                      |
| 13  | 30/11/2013     | 9.6%                       | 11.5%                      |
| 14  | 6/12/2013      | 9.3%                       | 11.8%                      |
| 15  | 7/12/2013      | 8.1%                       | 10.6%                      |
| 16  | 13/12/2013     | 8.3%                       | 10.1%                      |
| 17  | 14/12/2013     | 8.3%                       | 10.6%                      |
| 18  | 20/12/2013     | 8.7%                       | 10.9%                      |
| 19  | 21/12/2013     | 9.2%                       | 11.8%                      |
| 20  | 27/12/2013     | 10.1%'                     | 12.4%                      |
| 21  | 28/12/2013     | 11.9%                      | 14.3%                      |

## Diễn viên

### Diễn viên chính
- Go A-ra vai Seong Na-jeong. Nguyên quán Masan, Gyeongsang, con gái nhà trọ Sin-chon.
- Jung Woo vai Sseu-re-gi. Nguyên quán Masan, Gyeongsang, bạn thân của người anh trai quá cố của Na-jeong, sinh viên năm tư khoa Y.
- Yoo Yeon-seok vai Chil-bong. Nguyên quán Gangnam, Seoul, tay ném bóng số một của đội bóng chày Yonsei.
- Kim Seong-gyun vai Sam-cheon-po. Nguyên quán Samcheonpo, Gyeongsangnam-do, con trai một gia đình đánh bắt hải sản.
- Min Do-hui vai Jo Yun-jin. Nguyên quán Yeosu, Jeollanam-do, fan trung thành của Seo Taiji.
- Baro vai Bing Grae. Nguyên quán Goesan, Chungcheongbuk-do, em họ của Chil-bong, con trai cả một gia đình chăn nuôi gia cầm, sinh viên năm nhất khoa Y.
- Son Ho-jun vai  Haitai. Nguyên quán Suncheon, Jeollanam-do, con trai của Giám đốc Công ty Vận chuyển Sun-cheon, sinh viên năm nhất khoa Công nghệ máy tính.

### Diễn viên phụ
- Seong Dong-il vai Seong Dong-il: Bố của Na-jeong, huấn luyện viên trưởng đội bóng chày Seoul Twins.
- Lee Il-hwa vai Lee Il-hwa: Mẹ của Na-jeong, chủ nhà trọ Sin-chon.
- Yuk Seong-jae vai Seong Jun (biệt danh: "Suk-suk"): Em trai của Na-jeong, kém chị mình 20 tuổi, học sinh năm cuối trung học, hiện đang ở cùng nhà với chị và anh rể.
- Yun Jong-hun vai Kim Gi-tae: Bạn cùng lớp với Na-jeong, Sam-cheon-po, Yun-jin, Bing Grae và Haitai.
- Yeon Jun-seok vai Kim Dong-woo: Em trai của Bing Grae.

### Khách mời
| - Na Yeong-seok vai Người ở trọ - Hong Seok-cheon vai Sĩ quan dự bị - Heo Gyeong-yeong vai Người thần bí - Woohee vai Ha Hui-ra - Kim Jong-min vai Bác sĩ - Kim Gwang-gyu vai Bác sĩ Bệnh viên Đại học - Kim Seul-gi vai Em họ của Rác, fan của Seo Taiji - Lee Ju-yeon vai Sinh viên khoa Y - Lee Gyeong-sil vai Lee Gyeong-sil: Mối tình đầu của bố Na-jeong. - Park Gyeong-ri vai Bạn của Na-jeong - Park Min-ha vai Bạn của Na-jeong - E U Ae-rin vai Bạn của Na-jeong - Ji Seung-hyeon vai Bạn của Rác - Yang Gi-won vai Bạn của Rác - Lee Yu-mi vai Bạn của Rác - Kim Si-woon vai Sinh viên năm cuối - Seong Jun vai Seong Jun (lúc 7 tuổi) - Jeong Seong-ho vai Kim Gi-deok: Tiền bối của Haitai. - Lee Yong-jin vai Hậu bối của Kim Gi-deok | - Lee Jeong-eun vai Mẹ của Sam-cheon-po - Kim Han-jong vai Người đàn ông say rượu: Hàng xóm nhà Sam-cheon-po. - Jo Yang-ja vai Bà nội của Sam-cheon-po - NC.A vai Bạn gái của Seong Jun - Kim Won-hae vai Bố của Rác - Seo Yu-ri vai Ju-gyeong: Mối tình đầu của Rác - Seo Eun-chae vai Thành viên câu lạc bộ Điện ảnh - Kim Byeong-chun vai Jeong Man-ho: Bạn thân của bố Na-jeong. - Kim Min-jong vai Kim Min-jong - Jung Eun-ji vai Seong Si-won - Seo In-guk vai Yun Yun-jae - Hoya vai Kang Jun-hui - Sin So-yul vai Mo Yu-jeong - Lee Si-yeon vai Bang Seong-jae - Eun Ji-won vai Học sinh của Na-jeong - Yun Jin-i vai Jin-i: Vợ của Bing Grae - Kim Jae-gyeong vai "Jeon Ji-hyeon của Yonsei" - Go Woo-ri vai "Eom Jeong-hwa của Yonsei" - Jeong Yu-mi vai Vợ của Chil-bong - Yoon Seo vai Cha Ae-jeong: Mối tình đầu của Haitai |

## Nhạc phim
| - Tiêu đề: 서울, 이곳은 (Seoul, Here Is) - Trình bày: Roy Kim - Nhạc: Jang Cheol-woong - Lời: Kim Sun-gun - Độ dài: 2:35 - Tiêu đề: 너에게 (To You) - Trình bày: Seong Si-gyeong - Nhạc: Seo Taiji - Lời: Seo Taiji - Độ dài: 3:50 - Tiêu đề: 그대와 함께 (With You) - Trình bày: Hi.ni - Nhạc: Seo Yeong-jin - Lời: Son Ji-chang - Độ dài: 3:11 - Tiêu đề: 가질 수 없는 너 (I Can't Have You) - Trình bày: Hi.ni - Nhạc: Jeong Si-ro - Lời: Jeong Eun-gyeong - Độ dài: 2:54 - Tiêu đề: 행복한 나를 (Happy Me) - Trình bày: Lim Kim - Nhạc: Park Geun-tae - Lời: Yu Yu-jin - Độ dài: 4:12 | - Tiêu đề: 날위한 이별 (Parting for Me) - Trình bày: DIAmond - Nhạc: Kim Hyeong-seok - Lời: Park Ju-yeon - Độ dài: 5:06 - Tiêu đề: 너만을 느끼며 (Only Feeling You) - Trình bày: Jung Woo, Yu Yeon-seok và Son Ho-jun - Nhạc: Seo Yeong-jin - Lời: Ji Woo - Độ dài: 3:50 - Tiêu đề: 시작 (Start) - Trình bày: Go A-ra - Nhạc: Sin Dong-woo, Oh Seok-jun - Lời: Oh Seok-jun - Độ dài: 4:03 - Tiêu đề: 운명 (Fate) - Trình bày: Kim Seong-gyun, Min Do-hui - Nhạc: Jo Byeong-seok - Lời: Jo Byeong-seok - Độ dài: 3:38 |